# Lysandra bell
Lysandra bell är en fjärilsart som beskrevs av Johann Andreas Benignus Bergsträsser 1779. Lysandra bell ingår i släktet Lysandra och familjen juvelvingar. Inga underarter finns listade i Catalogue of Life.